# Stilbopagus acclivus
Stilbopagus acclivus är en mångfotingart som beskrevs av Loomis 1966. Stilbopagus acclivus ingår i släktet Stilbopagus och familjen Sphaeriodesmidae. Inga underarter finns listade i Catalogue of Life.